# Always...
Always... è l'album di debutto della band olandese the Gathering, pubblicato nel 1992 inizialmente solo in Europa attraverso l'etichetta discografica Foundation 2000. Successivamente grazie ai discografici Pavem, l'album ha raggiunto anche il Nord America e, in un terzo momento, l'etichetta discografica indipendente Psychonaut Records si è occupata di produrre una ristampa di Always... nel 1999.

## Tracce
1. The Mirror Waters – 7:12
2. Subzero – 6:53
3. In Sickness and Health – 7:02
4. King for a Day – 6:35
5. Second Sunrise – 6:43
6. Stonegarden – 4:52
7. Always... – 2:45
8. Gaya's Dream – 6:04

### Mexican Edition
1. The Mirror Waters – 7:12
2. Subzero – 6:53
3. In Sickness and Health – 7:02
4. King for a Day – 6:35
5. Second Sunrise – 6:43
6. Stonegarden – 4:52
7. Always... – 2:45
8. Gaya's Dream – 6:04
9. In Sickness and Health – 7:26
10. Gaya's Dream – 6:23
11. Always... – 2:30

## Formazione
- Bart Smits – voce maschile
- Jelmer Wiersma – chitarre
- René Rutten – chitarre
- Hans Rutten – batteria
- Frank Boeijen – piano, tastiere
- Hugo Prinsen Geerligs – basso, flauto

### Altri musicisti
- Marike Groot – voce femminile
- Henk van Koeverden – elettronica